# رابطه جنسی در ژاپن

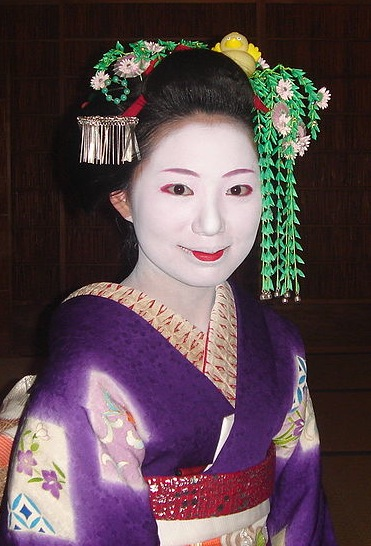
گیشاها از فروش سکس منع شده بودند اما به اشتباه به نمادی از تمایلات جنسی ژاپنی در غرب تبدیل شده‌اند زیرا روسپی‌ها در ژاپن خود را به عنوان «دختران گیشا» برای مردان نظامی آمریکایی به فروش می‌رساندند.

رابطه جنسی در ژاپن (انگلیسی: Sexuality in Japan) جدا از سرزمین اصلی آسیا توسعه یافت، زیرا ژاپن دیدگاه کنفوسیوس را در مورد ازدواج اتخاذ نکرد، که در آن به عفت ارزش زیادی قائل است. اغلب تصور می‌شود که تک‌همسری در ازدواج در ژاپن اهمیت کمتری دارد، و گاهی مردان متأهل ممکن است به دنبال لذت بردن از بیرون از محدوده ازدواج باشند. روسپیگری در ژاپن سابقه ای طولانی دارد و به ویژه در طول معجزه اقتصادی ژاپن محبوبیت پیدا کرد، زیرا سرگرمی‌های عصرانه از مالیات کسر می‌شد. «کاهش میل جنسی» یا بحران باکرگی در ژاپن در قرن ۲۱، عامل پایین آمدن نرخ زاد ولد ژاپن و کاهش رشد جمعیت ژاپن شناخته شده است.

## کاهش فعالیت جنسی
میل جنسی و فعالیت جنسی در ژاپن سال هاست که کاهش یافته است و این عامل کاهش نرخ تولد در ژاپن است. از آنجایی که ژاپن یکی از پایین‌ترین نرخ‌های زاد و ولد در جهان را دارد و جمعیت آن تا اواسط قرن به‌طور چشمگیری کاهش می‌یابد، دولت هر پنج سال یک بار بررسی دقیقی از نگرش به رابطه جنسی و ازدواج انجام می‌دهد. مطالعات و نظرسنجی‌ها از دست دادن میل جنسی در چندین جمعیت، از مردان و زنان نوجوان گرفته تا زوج‌های متأهل را گزارش کرده‌اند. در سال ۲۰۱۰، چهاردهمین نظرسنجی ملی باروری ژاپن توسط مؤسسه ملی تحقیقات جمعیت و تأمین اجتماعی انجام شد. مجردهای ۱۸ تا ۳۴ ساله که درگیر یک رابطه عاشقانه نیستند و نمی‌خواهند برای مردان ۲۸ درصد و برای زنان ۲۳ درصد است. همچنین مشخص شد که ۲۸ درصد از مردان و ۲۶ درصد از زنان ۳۵ تا ۳۹ ساله هیچ تجربه جنسی نداشتند.
در سال ۲۰۱۰، نظرسنجی دیگری که در مجله تحقیقاتی انجمن ژاپنی برای آموزش تربیت جنسی منتشر شد، نشان داد که ۴۰٫۸٪ (۳۴٫۶٪ در سال ۲۰۰۶) ازدواج‌ها در ژاپن را می‌توان به عنوان «بدون رابطه جنسی و جنسیت» طبقه‌بندی کرد، که انجمن علوم جنسی ژاپن به‌طور کلی آن را به عنوان «درگیر کننده» تعریف می‌کند. در رابطه جنسی کمتر از یک بار در ماه، علیرغم اینکه از هیچ بیماری مرتبط با سلامتی رنج نمی‌برید. یکی از مهم‌ترین دلایلی که زوج‌های متأهل برای نداشتن رابطه جنسی ذکر می‌کنند، این است که بعد از اینکه بچه‌ها در ذهن دیده می‌شوند (زوج‌ها حتی از داشتن رابطه جنسی در دوران بارداری منصرف می‌شوند)، رابطه جنسی می‌تواند به‌طور قابل توجهی کاهش یابد یا حتی برای یک دوره زمانی عادت‌ساز وجود نداشته باشد. از هر ۵ زوج، ۱ زوج می‌گویند که رابطه جنسی را یک مزاحم می‌دانند، تعداد کمی از آنها کمبود فضای خصوصی را ذکر می‌کنند، زیرا افراد مسن یا کودکان اغلب در مجاورت دیوارهای نازک کاغذی می‌خوابند. برخی از آنها بیش از حد تحت استرس کار هستند، برخی دیگر «کارهای سرگرم‌کننده‌تری برای انجام دادن» دارند. همچنین در میان زوج‌های متأهل ژاپنی تمایلی وجود دارد که نسبت به رابطه جنسی با همسر خود بیزاری کنند، زیرا آنها احساس می‌کنند که بیشتر رابطه نسبی یا خواهر و برادری دارند و بر این اساس دیگر نمی‌توانند همسر خود را به عنوان یک شریک جنسی ببینند. علاوه بر این، ۳۶٫۱ درصد از مردان و ۵۸٫۵ درصد از پاسخ دهندگان زن ۱۶ تا ۱۹ ساله مورد بررسی خود را نسبت به داشتن رابطه جنسی «بی‌تفاوت یا بیزار» توصیف کردند. از آخرین باری که این نظرسنجی در سال ۲۰۰۸ انجام شد، به ترتیب نزدیک به ۱۸ و ۱۲ درصد افزایش یافته است. همچنین گزارش شده است که ۸۳٫۷ درصد از مردانی که در آن سال ۲۰ ساله شده‌اند با کسی قرار ملاقات نمی‌گذارند، که ۴۹٫۳ درصد اعلام کرده‌اند که هرگز دوست دختر نداشته‌اند. ۵۹ درصد از پاسخ دهندگان زن در همان گروه سنی به‌طور مشابه پاسخ دادند که ۱۲ درصد افزایش نسبت به نظرسنجی سال ۲۰۰۸ نشان می‌دهد.
برخی از محققان از گزارش رسانه‌ها و بورسیه‌های تحصیلی در مورد به کار بردن اصطلاح «بی جنسیتی» در ژاپن انتقاد کرده‌اند، بسیاری از این نظرسنجی‌ها دگرباشان جنسی، طلاق گرفته‌ها، بیوه‌ها، والدین مجرد یا افرادی که بین ۱۸ تا ۳۰ سال ازدواج کرده‌اند را حذف می‌کنند. این لزوماً با حذف بخش عظیمی از جمعیت فعال جنسی، تعداد باکره‌ها را اغراق می‌کند.روش تحقیق پیمایشی نیز قدیمی است و بر این فرض اشتباه استوار است که همه دگرجنس‌گرا هستند و هرگز طلاق نگرفته‌اند یا فرزندی خارج از ازدواج نداشته‌اند. انگیزه‌های پشت این مطالعات نیز مشکوک هستند، زیرا آنها با تلاش‌های دولت برای توجیه تأمین مالی برنامه‌ها برای شرکای ازدواج هماهنگ مرتبط هستند.
در یک زمینه جهانی، یک نظرسنجی جنسی در سال ۲۰۰۵ از ۳۱۷۰۰۰ نفر در ۴۱ کشور که توسط دورکس، بزرگ‌ترین تولیدکننده کاندوم در جهان انجام شد، نشان داد که ژاپنی‌ها با ۴۵ بار در سال کمترین رابطه جنسی را در جهان داشتند. کشور بعدی سنگاپور با میانگین ۷۳ بار در سال و متوسط جهانی ۱۰۳ بار در سال است. علاوه بر این، نظرسنجی گزارش داد که تنها ۲۴٪ از پاسخ دهندگان ژاپنی گفتند که از زندگی جنسی خود راضی هستند، در حالی که میانگین جهانی ۴۴٪ است.
دلایل این کاهش علاقه جنسی هنوز به‌طور گسترده مورد بحث قرار می‌گیرد. تئوری‌های زیادی وجود دارد و عوامل مختلفی در آن نقش دارند. بخش بزرگی از آن را می‌توان به این واقعیت نسبت داد که از بسیاری جهات، زنان و مردان از نظر اجتماعی زندگی کاملاً جداگانه‌ای دارند و تماس با جنس مخالف خارج از روابط مدرسه یا دوستان از دفتر کار وجود ندارد. این موضوع به نوبه خود، کمتر فرصتی برای اختلاط آزادانه زن و مرد بدون معامله تجاری از طریق صنعت جنسی در اختیار می‌گذارد. همچنین اتکای فزاینده مردان جوان به پورنوگرافی، می‌توان تصور کرد که به دلیل تأثیر «تحریک‌کنندگی»، تأثیر زیادی بر علاقه جنسی در دنیای واقعی دارد.